# Copa de Europa de Clubes
La Copa de Europa de Clubes es una competición atlética al aire libre, que se disputa anualmente con la participación de clubes europeos que son campeones nacionales de sus respectivos países. La competición masculina empezó a disputarse en 1975 y la femenina en 1981.

## Historia
El creador e impulsor de la competición fue Raymond Demonceau, presidente del Royal Football Club de Lieja. La primera edición del Trophee Européen des Clubs se disputó el 18 de mayo de 1975 en Lieja, Bélgica, con la participación de doce clubes masculinos, todos ellos campeones nacionales de sus respectivos países: TV Wattenscheid de la República Federal de Alemania, Aldo Rieti de Italia, Racing Club de Francia, Estrella Roja de Yugoslavia, Cardiff AC del Reino Unido, Stadtturnverein Berna de Suiza, Sporting Clube de Portugal, R.F.C. Lieja de Bélgica, FC Barcelona de España, Turnerschaft Innsbruck de Austria, Amsterdam AC de los Países Bajos y Spora de Luxemburgo.
Durante la segunda edición se formó el comité organizador, encabezado por el promotor de la competición, Raymond Demonceau. Este comité elaboró las primeras normas y consiguió que en 1990 la competición fuese oficialmente aceptada por la Asociación Europea de Atletismo (AEA), que se hizo cargo de la organización.
En sus seis primeras ediciones, la Copa de Europa de Clubes tuvo únicamente presencia masculina, hasta que en 1981 se introdujo también el torneo para equipos femeninos, que ese año tuvo lugar en Nápoles, Italia, con la participación de ocho clubes. Originalmente, los campeonatos masculinos y femeninos se realizaron en sedes distintas.
A lo largo de su historia la competición ha sufrido algunos cambios de formato, debido esencialmente al progresivo incremento del número de países participantes. También en 1983 se redujo de dos a uno los atletas por equipo que toman parte en cada prueba. Así mismo, desde 1992 los equipos masculinos participantes reparten en tres divisiones de ocho equipos, siendo los del Grupo A los aspirantes al título. En 1995 la competición femenina también dejó el grupo único y se dividió en dos categorías.

## Palmarés

### Historial de campeones
| Año  | Mas     | Fem     | Campeón masculino           | Campeón Femenino        |
| ---- | ------- | ------- | --------------------------- | ----------------------- |
| 1975 | I       |         | TV Wattenscheid             |                         |
| 1976 | II      |         | Alco Rieti                  |                         |
| 1977 | III     |         | TV Wattenscheid             |                         |
| 1978 | IV      |         | TV Wattenscheid             |                         |
| 1979 | V       |         | Fiat Iveco Turin            |                         |
| 1980 | VI      |         | Fiat Iveco Turin            |                         |
| 1981 | VII     | I       | Dukla Praga                 | TSV Bayer 04 Leverkusen |
| 1982 | VIII    | II      | GS Fiamme Oro Padua         | TSV Bayer 04 Leverkusen |
| 1983 | XIX     | III     | GS Fiamme Oro Padua         | TSV Bayer 04 Leverkusen |
| 1984 | X       | IV      | Pro Patria Milan            | TSV Bayer 04 Leverkusen |
| 1985 | XI      | V       | Pro Patria Milan            | TSV Bayer 04 Leverkusen |
| 1986 | XII     | VI      | Racing Club de France       | TSV Bayer 04 Leverkusen |
| 1987 | XIII    | VII     | Racing Club de France       | TSV Bayer 04 Leverkusen |
| 1988 | XIV     | VIII    | Racing Club de France       | TSV Bayer 04 Leverkusen |
| 1989 | XV      | XIX     | AK Estrella Roja de Belgado | TSV Bayer 04 Leverkusen |
| 1990 | XVI     | X       | Larios AAM                  | SC Neubrandenburg       |
| 1991 | XVII    | XI      | Larios AAM                  | Stade Français Paris    |
| 1992 | XVIII   | XII     | Larios AMM                  | Levski Spartak          |
| 1993 | XIX     | XIII    | GS Fiamme Oro Padua         | Sisport Fiat            |
| 1994 | XX      | XIV     | Larios AAM                  | Levski Sofia            |
| 1995 | XXI     | XV      | Larios AAM                  | Podmoskomye             |
| 1996 | XXII    | XVI     | Larios AAM                  | SS Snam                 |
| 1997 | XXIII   | XVII    | SC Luch                     | SC Luch                 |
| 1998 | XXIV    | XVIII   | SC Luch                     | SC Luch                 |
| 1999 | XXV     | XIX     | SC Luch                     | SC Luch                 |
| 2000 | XXVI    | XX      | Sporting Clube de Portugal  | SC Luch                 |
| 2001 | XXVII   | XXI     | SC Luch                     | SC Luch                 |
| 2002 | XXVIII  | XXII    | SC Luch                     | SC Luch                 |
| 2003 | XXIX    | XXIII   | SC Luch                     | SC Luch                 |
| 2004 | XXX     | XXIV    | SC Luch                     | SC Luch                 |
| 2005 | XXXI    | XXV     | GS Fiamme Gialle Ostia      | SC Luch                 |
| 2006 | XXXII   | XXVI    | SC Luch                     | SC Luch                 |
| 2007 | XXXIII  | XXVII   | SC Luch                     | SC Luch                 |
| 2008 | XXXIV   | XXVIII  | Finpromko-UPI               | Finpromko-UPI           |
| 2009 | XXXV    | XXIX    | SC Luch                     | SC Luch                 |
| 2010 | XXXVI   | XXX     | SC Luch                     | SC Luch                 |
| 2011 | XXXVII  | XXXI    | SC Luch                     | SC Luch                 |
| 2012 | XXXVIII | XXXII   | GS Fiamme Gialle Ostia      | SC Luch                 |
| 2013 | XXXIX   | XXXIII  | GS Fiamme Gialle Ostia      | SC Luch                 |
| 2014 | XXXX    | XXXIV   | GS Fiamme Gialle Ostia      | València Terra i Mar    |
| 2015 | XXXXI   | XXXV    | Playas de Castellón         | València Terra i Mar    |
| 2016 | XXXXII  | XXXVI   | Enka SK                     | Sporting CP             |
| 2017 |         |         |                             |                         |
| 2018 | XXXXIV  | XXXVIII | Enka SK                     | Sporting CP             |
| 2019 | XXXXV   | XXXIX   | Playas de Castellón         | Enka SK                 |